# Jagad i Sydney
Jagad i Sydney (originaltitel: Escape of the Artful Dodger) är en australisk barn/ungdoms-TV-serie från 2001, baserad på karaktärer från boken Oliver Twist av Charles Dickens.
Serien handlar om Jack Dawkins från Dickens klassiska roman Oliver Twist som utspelar sig på 1800-talets London. Dawkins, kallad Räven, är en fingerfärdig ficktjuv som kan konsten att prata sig ur vartenda problem. TV-serien tar vid där romanen slutar. Året är 1832 och Dawkins transporteras från London till Sydney, Australien. På fartyget finns också Oliver Twist, liksom den föräldralösa Hannah Schuller som är på väg till Sydney för att hitta sin bror Michael. På skeppet får ungdomarna reda på att kaptenen tänker sätta dit Räven för ett brott. De tvingas alla att fly, och ett liv fullt av äventyr och faror börjar.
Serien är gjord i 1 säsong (13 avsnitt på 24 minuter). I Skandinavien har serien sänts som en miniserie på fyra 80-minutersavsnitt.

## Roller
- Luke O'Loughlin som Jack "Räven" Dawkins
- Rowan Witt som Oliver Twist
- Brittany Byrnes som Hannah Schuller
- Simon Scarlett som Wild Will Grady
- Barry Langrishe som Sergeant Bates
- Mathew Waters som Scratch
- Henri Szeps som Dr. Hartman
- Phillip Hinton som Mr Brownlow
- Maggie Blinco som Mrs Posset
- Kate Sherman som Becky
- Christopher Baz som Fagin
- Bill Conn som Mr Butterfly
- Aurora Voss som Kelly
- Shane Briant som Colonel Springs
- Richard Wilson som Lord Edward Tuxley